# Parablennius laticlavius
 Parablennius laticlavius és una espècie de peix de la família dels blènnids i de l'ordre dels perciformes.

## Morfologia
Els mascles poden assolir els 8 cm de longitud total.

## Distribució geogràfica
Es troba a Austràlia (Nova Gal·les del Sud) i Nova Zelanda.